# 布雷茲達斯維克

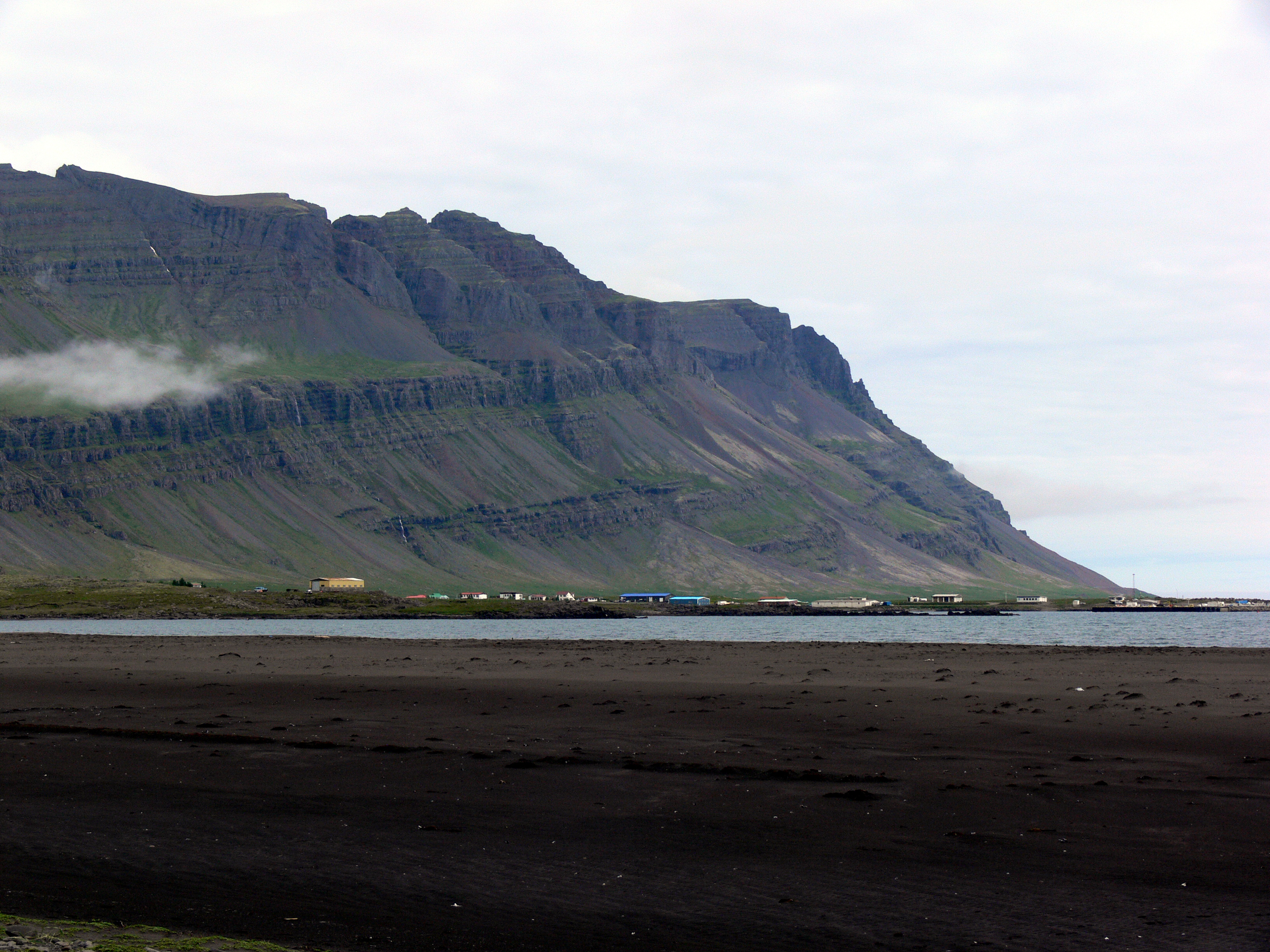
布雷茲達斯維克

布雷茲達斯維克是冰島東部區菲亚扎比格兹市镇内的城鎮，位於該國東部，毗鄰埃伊爾斯塔濟，始建於十九世紀八十年代，2023年人口155。